# Guilhermino Cunha
Reverendo Guilhermino da Silva Cunha (Inhapim, 24 de abril de 1942) é um dos pastores da Igreja Presbiteriana do Brasil. Foi presidente do Supremo Concílio da IPB por dois mandatos (1994 a 2002). Serviu como Presidente do Presbitério do Rio de Janeiro (PRJN). Foi também presidente do primeiro Rotary Club do Brasil, no Rio de Janeiro, no biênio 2005-2006. Além disso, foi o pastor da Catedral Presbiteriana do Rio de Janeiro, a primeira igreja presbiteriana organizada no Brasil, de 1981 até 2015.

## Biografia
Originário de Dom Cavati (na época, ainda um distrito de Inhapim), Guilhermino é casado com Hélida Barreto da Cunha e tem três filhos e três netos.

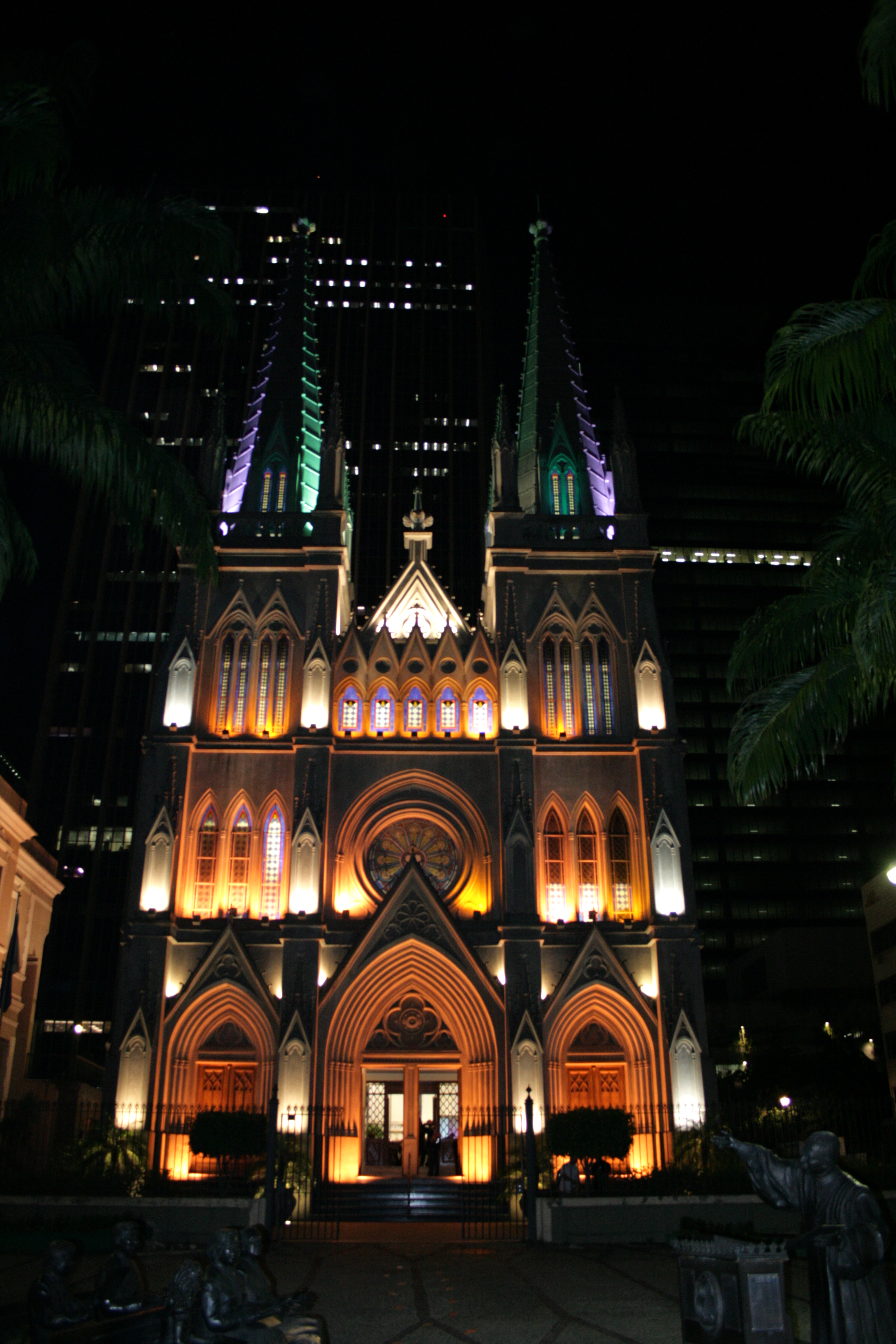
Catedral Presbiteriana, no Rio de Janeiro. De arquitetura neogótica, é patrimônio histórico da cidade maravilhosa.

Tem 41 anos de Ministério, sendo desses 29 anos na Catedral Presbiteriana do Rio. Foi Presidente do Supremo Concílio da Igreja Presbiteriana do Brasil de julho de 1994 a julho de 2002 depois Vice-Presidente de 2002 a 2006.
Também manteve outras funções como Presidente da SBB - Sociedade Bíblica do Brasil (2 mandatos, 6 anos), como Vice-Presidente Mundial das Sociedades Bíblicas Unidas, Presidente da AELB – Academia Evangélica de Letras do Brasil e Presidente do Sínodo do Rio de Janeiro. Ele é autor de sete livros e centenas de artigos. Atuou como conselheiro e membro da diretoria do INPAR (Instituto Presbiteriano Alvaro Reis) de 2005 a 2012.

## Formação Acadêmica
Guilhermino é bacharel em Teologia e em Direito com Licenciatura plena em Filosofia além de Mestre em Divindade e em Teologia, Doutor em Ministério pelo Seminário Teológico de Pittsburgh (Pensylvania, EUA) e Doutor Honoris Causa pela Universidade Presbiteriana Mackenzie.
Cursou na Escola Superior de Guerra (Turma Rui Barbosa, 1980, ESG/ Estado Maior das Forças Armadas (EMFA)).
Foi membro da Comissão de Estudos Constitucionais da Presidência da República (1986/1987), membro da Comissão do Ministério da Previdência Social, na qual este orgão regulamentou a Lei que equiparou os Ministros Religiosos aos Profissionais Liberais, em 1981.
Foi por 10 anos Secretário Executivo do Instituto Haggai para a América Latina e fundador da Associação Brasileira de Comunicadores Cristãos Evangélicos e Membro da NBR (National Religious Broadcasters – EUA).
Foi Conferencista no Bicentenário dos Estados Unidos.
Participou do National Prayer Breakfast, na Casa Branca em Washington D.C, durante as administrações de Ronald Reagan, Bill Clinton e George W. Bush, sempre acompanhado da sua esposa, Hélida Barreto da Cunha.

## Honrarias
Membro do CNAS desde 1998.[carece de fontes?]
Admitido na Ordem do Mérito Judiciário Militar com o Grau de Distinção – 1999; Ordem Brasil Portugal, no Grau de Comendador – 1999; Diretor Municipal de Educação (Cachoeiro de Itapemirim – ES); Cidadão Cachoeirense (Câmara Municipal - ES) - 1980; Cidadão do Estado do Rio de Janeiro (ALERJ) – 1980; Medalha Tiradentes (ALERJ) – 1992  e Medalha Pedro Ernesto – 1993.[carece de fontes?]